# Anatolij Vasiljevič Lunačarski
Anatolij Vasiljevič Lunačarski, ruski filozof, politik, pisatelj, prevajalec, kritik in umetnostni zgodovinar, * 23. november, 1875, Poltava, Ruski imperij, † 26. december 1933, Menton, Francija.
Lunčarski se je osredotočal na analizo del Karla Marxa in Friedricha Engelsa. Inspiriral ga je idealističen pogled lektorja Richarda Avenariusa. Bistvo večine njegovih del je bil empirio-kriticizem, ki je temelji na stališču, da se lahko samo neposredne izkušnje sklicujejo kot podlaga za znanje. Bil je prvi komisar ZSSR za šolstvo.

## Kronološki pregled življenja
- 1875: rojen v Ukrajini
- 1892: pridruži se marksistični skupini, začne šolanje na univerzi v Zürichu
- 1898: vrne se v Rusijo, pridruži se socialdemokratom
- 1905: aretiran zaradi političnih vzrokov
- 1909: sodeluje z Aleksandrom Bogdanovom in Maksimom Gorkijem; napiše Outlines of a Collective philosophy; časopis Vperëd (Naprej)
- 1910: Bologna
- 1913: preseli se v Pariz
- 1917: vrne se v Rusijo, imenovan za ljudskega komisarja za izobrazbo (prosveto)
- 1922: spozna Natalijo Rozenel
- 1923: Three Plays
- 1930 - 1932: zastopa Sovjetsko zvezo v Društvu narodov
- 1933: imenovan za Sovjetskega ambasadorja v Španiji, umre v Franciji

## Življenjepis
Anatolij Lunačarski se je rodil v Poltavi v Ukrajini v času ruskega imperija. Bil je nezakonski otrok Aleksandra Antonova in Aleksandre Lunačarske, ki se je kasneje poročila z Vasilijem Lunačarskim. Po njem je Anatolij tudi dobil priimek in srednje ime. Kasneje se je njegova mati ločila in se poročila s pravim očetom Anatolija. 
Anatolij Lunačarski je bil poročen dvakrat. Prvič z Ano Aleksandrovo Malinovkajo, sestro svojega prijatelja Aleksandra Bogdanova. Drugič se je poročil leta 1922, z igralko Natalijo Rozenel, ki je že imela hčerko Irino iz prvega zakona.
Pri petnajstih letih se je Lunačarski priklučil Marksistični skupini v Kijevu. Zavedal se je pomanjkanja akademske svobode v Rusiji, zato se je odločil za študij družboslovja v Zürichu. V tem času je prijateljeval z Roso Luxemburg in Leom Jogichesom in bil zaradi svojih revolucionarnih dejavnosti tudi izgnan. Leta 1898 se je priključil Socialno-demokratični stranki, ki je kasneje razpadla na Boljševike, ki jih je vodil Lenin, in Menjševike, ki jih je vodil Julius Martov. Martov je oblikoval svoje ideje na podlagi socialističnih strank iz drugih evropskih držav, Lenin pa je trdil, da je položaj v Rusiji drugačen in da je nesprejemljivo, da socialistične politične stranke nastanejo iz avtokratske vlade carja. Lunačarski se je priključil Boljševikom, ki so kasneje razpadli na dve manjši skupini. Prva skupina je podpirala Lenina, druga pa Aleksandra Bogdanova. 
V naslednjih šestih letih se je nasprotovanje filozofskih mnenj Lenina in Lunačarskega močno zaostrilo in preraslo v politični spor. Lunačarski je razvil idejo “iskanja boga” in socializma kot načina vstopa v “obljubljeno deželo” na zemlji, medtem ko je marksizem zagovarjal osvoboditev človeštva od narave in nadnaravnega. Lenin je njegove ideje kritiziral, Lunačarski pa ni podprl njegovega ekstremizma. Razširjal je social-demokratično propagando in organiziral lekcije za ruske študente in politične begunce v tujih deželah. Med Rusko revolucijo l. 1905 je bil aretiran in zaprt. 
Leta 1909 je Anatolij Lunačarski skupaj z Gorkim in Bogdanovom ustvaril časopis Vpered (slovensko: Naprej). Istega leta so na otoku Capri skupaj ustanovili šolo za ruske socialistične delavce, Lunačarski pa je izdal knjigo Outlines of a Collective Philosophy. Leta 1910 so se vsi trije revolucionarji preselili v Bologno, kjer so nadaljevali svoje pedagoško delo do leta 1911. Dve leti kasneje se je Lunačarski preselil v Pariz, kjer je po izbruhu prve svetovne vojne zavzel internacionalistično proti-vojno stališče. Po februarski revoluciji, ki je leta 1917 povzročila propad ruskega imperija in razglasitev republike, je zapustil družino v Švici in se vrnil v Rusijo. Takrat je bil tudi imenovan za ljudskega komisarja za izobrazbo kar mu je omogočilo ohranitev in zaščito številnih zgodovinskih zgradb in umetniških del pred uničenjem. Na tem položaju je ostal vse do leta 1929. Tega leta je kot komisar za šolstvo razsvetljenstva podprl zamisel o preoblikovanju ruskega jezika v mednarodno latinico (namesto tradicionalne cirilice). Delal je tudi kot urednik literarne enciklopedije, od leta 1930 do 1932 pa je zastopal Sovjetsko zvezo v okviru Društva Narodov in sodeloval na konferenci o razoroževanju. Prispeval je k razvoju socialistične kulture zlasti na področjih filma in literature ter se močno zanimal za teater. Po njegovem mnenju je morala kulturna dediščina pripadati proletariatu. Kot pisec proletariatske literature je mislil, da mora biti umetnost pisanja uporabljena za analizo in kritiko razrednega sistema. Sodeloval je pri organizaciji skupine pisateljev in napisal več iger, katerih umetniška vrednost je še vedno sporna. Prevedel je tudi pesem Faust Nikolaja Lenaua. Izmed mnogih dramatičnih del, ki jih je napisal, so bila tri prevedena v Angleščino in zbrana v delu Three Plays of A.V. Lunacharski (1923), ki ga je izdala britanska založba. 
Anatolij Lunačarski je veljal za posrednika med Sovjetsko zvezo in tujo kulturo. Poznal je številne izjemne pisatelje kot so: Bernard Shaw, Herbert Wells, Romain Rolland, Stefan Zweig in Bertolt Brecht. Leta 1933 je bil Lunačarski imenovan za ambasadorja Sovjetske zveze v Španiji. Po njegovi smrti, leta 1933 so njegove ostanke vrnili v Moskvo in ga pokopali v steni nekropole, kar je bil za tisti čas velik privilegij.  
Priljubljenost Anatolija Lunačarskega je upadala po njegovi smrti. Šele po letu 1960 je njegovo ime po zaslugi hčere Irine Lunačarske postalo simbol Boljševiške dobe. Po njem so bile poimenovane številne ulice in institucije ter asteroid 2446 odkrit leta 1971.

## Dela
Lunačarski je napisal približno 500 člankov nanašajočih na različna vprašanja o klasični in sodobni literaturi, slikarstvu, glasbi in kiparstvu. Napisal je vrsto predavanj o zgodovini ruske in zahodnje evropske literature, dokumentov o najpomembnejših problemih sodobne umetnosti in politike ter esejev posvečenih skoraj vsem znanim umetnikom. Dela Lunačarskega, ki so se v 20. in 30. letih pojavljala dobesedno eno za drugim, so bila pomemben dejavnik kulturnega življenja mlade sovjetske družbe. 
Najsodobnejša izdaja njegove knjige vsebuje le del kritičnih člankov, ki niso imeli le vsestranskega kulturnega pomena, ampak so kritizirali tudi lastno osebnost. Knjiga je sestavljena iz treh delov v katerih je Lunačarski prikazan kot teoretik in ideolog ter kritik ruske in tuje umetnosti. Veliko njegovih pomembnih in obsežnih del ter lekcij o ruski in tuji umetnosti, zaradi pomanjkanja prostora, v knjigo ni bilo vključenih. 
On Literature And Art
Prva objava: Progress Publishers, Moskva 1965;
Prevedla iz ruščine: Avril Pyman in Fainna Glagoleva, 
Uredil: K. M. Cook, Oblikoval: Y. Ganushkin, 
Zbral: A. Lebedev, Cand. (Phil. Sc.);
Prepisal: Eugene Hirschfeld.

### Ostala dela
- Луначарский А. В. Литературные силуэты. М—Л., Гос. изд., 1925. 198 с. 7 000 экз. (Lunacharsky A. V. Literary silhouettes. M-L., Gos. ed., 1925. 198 p. 7,000 copies.)

- Луначарский А. В. Культура в капиталистическую эпоху. (Доклад, сделанный в Центральном клубе Моск. пролеткульта им. Калинина.) М., Всерос. пролеткульт, 1923. 54 с. 5 000 экз. (Lunacharsky A. Culture in the capitalist era. (Report made at the Central Club of the Moscow Proletcult named after Kalinin.) M., Vseros. proletkult, 1923. 54 with. 5,000 copies.)

- Луначарский А. Бывшие люди. Очерк истории партии эсеров. М., Гос. изд., 1922. 82 с. 10 000 экз. (Lunacharsky A. Former people. Essay on the history of the Socialist-Revolutionary Party. M., Gos. izd., 1922. 82 p. 10,000 copies.)

- Луначарский А. В. Великий переворот (Октябрьская революция). Ч. 1. Изд. изд-ва З. И. Гржебина. Пг., 1919. 99 с. 13 000 экз. (Lunacharsky A. The Great Revolution (October Revolution). Part 1. Ed. publishing house ZI I. Grzhebina. Pg., 1919. 99 p. 13 000 copies.)

- Луначарский А. В. Воспоминания. Из революционного прошлого. [Харьков], «Пролетарий», 1925. 79 с. 10 000 экз. (Lunacharsky, AV Memoirs. From the revolutionary past. [Kharkov], "Proletary", 1925. 79 p. 10,000 copies.)

- Луначарский А. В. Искусство и революция. Сборник статей. [М.], «Новая Москва», 1924. 230 с. 5 000 экз.(Lunacharsky A. Art and Revolution. Digest of articles. [M.], "New Moscow", 1924. 230 p. 5,000 copies.)

- Луначарский А. В. Наши задачи на фронтах труда и обороны. Речь на заседании Совета рабочих, крестьянских и красноармейских и казачьих депутатов 18-го августа 1920 г. в Ростове на Дону. Ростов на Дону, Гос. изд., 1920. 16 с. (Lunacharsky, AV Our problems on the fronts of labor and defense. Speech at a meeting of the Council of Workers, Peasants and Red Army and Cossack deputies on August 18, 1920 in Rostov-on-Don. Rostov on Don, the State. Izd., 1920. 16 pp)

## Lunačarski kot lik
Lunačarski je strasten, včasih impulziven lik, ki pooseblja številne pomembne značilnosti celotne generacije ruskih intelektualcev, katerih želja je pomagati ljudem v boju za svobodo in ohraniti duhovni kompas skozi vse nevihte in viharje zgodovine ter jih pripeljati do zavesti o posameznikovem položaju v življenju.
Lunačarski je o sebi in svoji generaciji pravil: “Ni važno, koliko žlindre in napak je v tem, kar smo naredili, ponosni smo na našo vlogo v zgodovini in pripravljeni na soočenje s sodbo prihodnjih generacij brez strahu, brez sence dvoma o njihovi razsodbi.”